# Villa Emma (Nonantola)

Villa Emma im Jahr 1900 (Ansicht von Südwesten)

Die Villa Emma ist ein Gebäude an der Via Mavora, ca. zwei Kilometer außerhalb der italienischen Stadt Nonantola bei Modena.

## Geschichte
Das Haus wurde 1890 vom Modeneser Architekten Vincenzo Maestri als Sommerresidenz für die Ehefrau Emma Coen des Fabrikanten Carlo Sacerdoti gebaut. In den Jahren 1942/1943 war die Villa Emma Zufluchtsort für 73 jüdische Kinder vor der Verfolgung durch die Nationalsozialisten.
In der Nachkriegszeit wechselte die Villa mehrmals den Besitzer, dabei wurden auch die Innenräume umgebaut. In der Folge verwahrloste das Gebäude, bis es in den 1980er Jahren nach den Originalplänen restauriert wurde. Es befindet sich in Privatbesitz. 2004 wurde die Fondazione Villa Emma gegründet, um die Geschichte der Villa zu dokumentieren. Sie unterhält eine permanente Ausstellung, die in Zusammenarbeit mit dem deutschen Historiker Klaus Voigt entstand.

## Zufluchtsort für jüdische Kinder

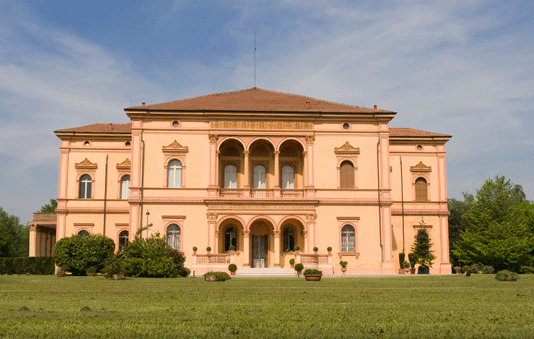
Villa Emma im Bauzustand von 1942 (2019, Ansicht von Osten)

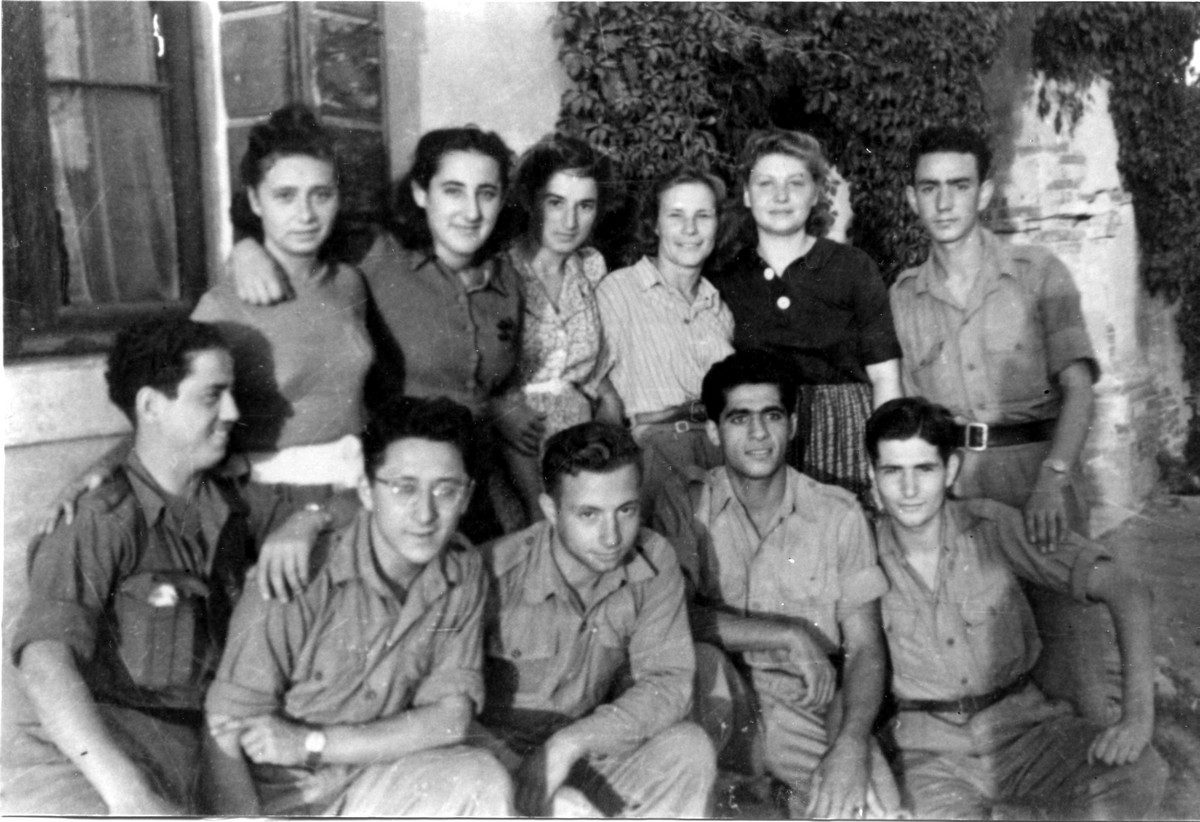
Einige der über die Villa Emma nach Palästina entkommenen Jugendlichen (1945)

### Geschichte ihrer Flucht
Die Kinder und ihre Betreuer kamen aus Polen, Jugoslawien, Ungarn, Österreich und Deutschland. Unter den Letzteren waren fünfzehn Berliner Kinder, die überwiegend aus dem Scheunenviertel stammten. Mit Hilfe von Recha Freier, der Leiterin der von ihr 1933 ins Leben gerufenen Kinder- und Jugend-Alijah, entkamen sie auf ihrem fünfjährigen Flucht- und Leidensweg zunächst nach Zagreb. Stets deutsche und örtliche Nazis im Nacken, führte die Flucht weiter über das Jagdschloss von Lesno brdo in Slowenien nach Italien. Im Juli 1942 wurde die leerstehende Villa Emma von der jüdischen Hilfsorganisation DELASEM (Delegazione per l'Assistenza degli Emigranti Ebrei) angemietet. Etwa ein Jahr lang fanden die Kinder in dem halbverfallenen Gebäude Zuflucht. 
Während dieses Jahres erhielten sie unter der umsichtigen Leitung Josef Indigs vom sozialistisch-zionistischen Jugendverband Hashomer Hatzair Schulunterricht. Die Mädchen und Jungen lernten unter anderem Neuhebräisch und die Grundlagen der Landwirtschaft, denn nach dem Krieg sollten ihre Ziele Kibbuzim in Palästina sein. Hilfreich waren die Unterstützung italienischer jüdischer Organisationen, die Solidarität und Sympathie der Bevölkerung und die liberalere Handhabung der Judengesetzgebung in Italien. Der auch in Italien wachsende Antisemitismus blieb vor Ort jedoch eine latente, bisweilen offene Bedrohung. Hinzu kamen materielle Not und das Leid der Kinder angesichts von Todesnachrichten über Eltern und Geschwister.
Der italienische Diktator Benito Mussolini hatte im Herbst 1938, unter dem Eindruck der antijüdischen Maßnahmen in Deutschland, entsprechende italienische Rassengesetze erlassen. Die italienischen Juden wurden weitgehend entrechtet; so war es ihnen fortan beispielsweise verwehrt, öffentliche Schulen zu besuchen. Eine unmittelbare Lebensgefahr bestand für die Juden zunächst jedoch nicht.
Nach dem Sturz Mussolinis am 25. Juli 1943 marschierten am 1. August deutsche Truppen nach Oberitalien. Aber erst nachdem am 8. September der Waffenstillstand der Regierung Badoglio mit den Alliierten bekannt gegeben wurde, spitzte sich die Lage zu. Die Verantwortlichen der Villa ahnten die Gefahr und sahen sich umgehend nach neuen Zufluchtsorten um. Mit Hilfe des Arztes Giuseppe Moreali und des Priesters Arrigo Beccari wurden die jüdischen Kinder innerhalb weniger Stunden zum Großteil im Priesterseminar der Abtei und in kleineren Teilen bei einheimischen Familien versteckt. Die zunächst eher gleichgültigen oder gar ablehnenden Einheimischen hatten ihre Haltung geändert. Etwa 35 Familien, darunter Bauern, Korbflechter und Ladeninhaber, waren an der Rettung der Kinder beteiligt. Jeder brauchbare Schutzraum wurde genutzt, so Heuböden, Kuhställe, Getreidespeicher, ein Lagerraum für Tabak und ein Weinkeller. Als am 9. September die deutsche Feldgendarmerie vom faschistischen Parteisekretär von Nonantola zur Villa geführt wurde, fanden sie jene leer vor.
Zwischen dem 6. und 13. Oktober 1943 wurden die Kinder in drei Gruppen aufgeteilt, um sich auf abenteuerlichen Wegen in die Schweiz auf die Flucht zu begeben. Nach Kriegsende gelangten sie über Barcelona nach Palästina, das sie am 29. Mai 1945 erreichten. Bis auf einen Jungen, der aufgrund einer Erkrankung nicht die Flucht in die Schweiz antreten konnte und 1944 über das Durchgangslager Fossoli am 5. April 1944 nach Auschwitz deportiert wurde, haben alle Kinder der Villa Emma überlebt. Ein DELASEM Mitarbeiter kehrte an der Grenze zur Schweiz um, um anderen Juden bei der Flucht zu helfen. Er wurde später von den Faschisten verhaftet und ebenfalls nach Auschwitz deportiert.

### Ehrung von Helfern
Für ihre selbstlose und mutige Haltung wurden der damals junge Priester Don Arrigo Beccari und der Arzt Giuseppe Moreali in der „Allee der Gerechten unter den Völkern“ der Gedenkstätte Yad Vashem geehrt.

### Verfilmung
2016 entstand unter der Regie von Nikolaus Leytner der ORF/ARD-Fernsehfilm Die Kinder der Villa Emma, der die Flucht der Gruppe jüdischer Kinder von Wien nach Palästina nachvollzieht. Gedreht wurde u. a. an Originalschauplätzen in Nonantola.